# Ферв'ю (округ Батлер, Пенсільванія)
Ферв'ю (англ. Fairview) — місто (англ. borough) в США, в окрузі Батлер штату Пенсільванія. Населення — 180 осіб (2020).

## Географія
Ферв'ю розташоване за координатами 41°0′56″ пн. ш. 79°44′35″ зх. д. / 41.01556° пн. ш. 79.74306° зх. д. (41.015595, -79.743151).  За даними Бюро перепису населення США в 2010 році місто мало площу 0,29 км², уся площа — суходіл.

## Демографія
Згідно з переписом 2010 року, у селищі мешкало 198 осіб у 67 домогосподарствах у складі 47 родин. Густота населення становила 678 осіб/км².  Було 72 помешкання (247/км²).
Расовий склад населення:
| - 96,0 % — білих - 2,5 % — чорних або афроамериканців |

До двох чи більше рас належало 1,5 %. Частка іспаномовних становила 0,0 % від усіх жителів.
За віковим діапазоном населення розподілялося таким чином: 29,8 % — особи молодші 18 років, 60,1 % — особи у віці 18—64 років, 10,1 % — особи у віці 65 років та старші. Медіана віку мешканця становила 37,5 року. На 100 осіб жіночої статі у селищі припадало 90,4 чоловіків;  на 100 жінок у віці від 18 років та старших — 101,4 чоловіків також старших 18 років.
Середній дохід на одне домашнє господарство  становив 59 293 долари США (медіана — 53 125), а середній дохід на одну сім'ю — 63 586 доларів (медіана — 61 250). Медіана доходів становила 46 500 доларів для чоловіків та 29 500 доларів для жінок. За межею бідності перебувало 19,5 % осіб, у тому числі 20,3 % дітей у віці до 18 років та 3,7 % осіб у віці 65 років та старших.
Цивільне працевлаштоване населення становило 70 осіб. Основні галузі зайнятості: освіта, охорона здоров'я та соціальна допомога — 28,6 %, виробництво — 24,3 %, роздрібна торгівля — 12,9 %, науковці, спеціалісти, менеджери — 10,0 %.